# Todo es la musica
Todo es la musica is een nummer van de Nederlandse zanger Jeroen van der Boom uit 2023.
Het nummer is een Nederlandstalige bewerking van het Israëlische nummer "Todo es la musica" dat gezongen wordt door Omer Adam & The Gipsy. De versie Van der Boom is een vrolijk, optimistisch, zomers nummer met Spaanse invloeden. Hij zei er zelf over: "Vanaf de eerste keer dat ik het van origine Israëlisch/Spaanse nummer hoorde, was ik erdoor gegrepen. Het is totaal iets anders dan ik voorheen heb gedaan, maar dat hoort ook bij mij; je moet je blijven vernieuwen". De Spaanse invloeden zijn erin verwerkt omdat Van der Boom fan is van het land. "Spanje is belangrijk in mijn leven. Ik ben daar getrouwd en ieder jaar vieren we er graag vakantie. De Spaanse teksten hebben we vrij vertaald naar het Nederlands. We hopen de luisteraars het gevoel te geven dat ze zich even in Spanje wanen. Het gevoel van vrijheid te hebben en je dromen achterna gaat", aldus Van der Boom.
Hoewel "Todo es la musica" door diverse radiozenders gedraaid werd, bereikte het de Nederlandse Top 40 of Tipparade niet.

## Tracklijst
Muziekdownload
1. "Todo es la musica" - 2:04